# Roberto Primus
Roberto Primus (Paluzza, 20 luglio 1949) è un ex fondista italiano.

## Biografia
Nato nel 1949 a Paluzza, in provincia di Udine, ai Mondiali di Štrbské Pleso 1970 ha chiuso 6º in 2h10'10"70 nella staffetta 4x10 km con Ulrico Kostner, Franco Nones e Gianfranco Stella.
A 26 anni ha partecipato ai Giochi olimpici di Innsbruck 1976, arrivando 36º con il tempo di 47'29"02 nei 15 km, 34º in 1h36'40"33 nei 30 km e non terminando la gara dei 50 km.
Quattro anni dopo, a 30 anni, ha preso di nuovo parte alle Olimpiadi, quelle di Lake Placid 1980, terminando 43º con il tempo di 1h37'55"47 nei 30 km e 25º in 2h38'10"10 nei 50 km.